# Giovanni dalle Bande Nere (film 1956)
Giovanni dalle Bande Nere è un film del 1956 diretto da Sergio Grieco, ispirato ad un romanzo di Luigi Capranica, ed al condottiero Giovanni delle Bande Nere.

## Trama
Giovanni de' Medici, soprannominato "dalle Bande Nere" perché indossava sempre un'armatura nera e agiva con le sue truppe di notte, è impegnato in scontri con i francesi al comando di Francesco I e poi contro i tedeschi governati da Carlo V. Durante queste turbolente situazioni Giovanni s'innamora di una bella ragazza, a cui però non rivela la sua vera identità, ma quando la ragazza lo scopre si ritira in convento. Solo quando Giovanni riporta gravi ferite in una battaglia la giovane donna cambierà idea e correrà a chiedergli perdono.